# Ed Stafford
Pour les articles homonymes, voir Edward Stafford.
Edward « Ed » Stafford, né le 26 décembre 1975 à Peterborough, est un explorateur, écrivain et orateur anglais. Il est dans le livre Guinness des records pour avoir été le premier homme à longer le fleuve Amazonie à pied sur toute sa longueur.

## Biographie
Ed Stafford est né le 26 décembre 1975 à Peterborough, comté de Cambridge en Angleterre. Il grandit dans le comté de Leicester où il fait notamment partie des scouts, activité qu'il considère formatrice et comme le principal moteur de sa carrière d'aventurier.
Sa période d'engagement n'est pas connue mais Ed Stafford aurait commencé sa carrière professionnelle dans l'armée britannique, qu'il aurait quittée après 4 ans avec le grade de capitaine (d'après son émission sur Discovery channel UK).

## Livre des records
Ed Stafford est rentré dans le livre Guinness des records pour avoir descendu tout le cours de l'Amazone à pied depuis sa source, soit environ 6 500 km. Il lui a fallu, du 2 avril 2008 au 9 août 2010, 2 ans, 4 mois et 8 jours (860 jours) pour y arriver . Il doit une grande partie de son exploit à son compagnon et guide de jungle Gadiel “Cho” Sánchez Rivera qui marcha avec lui pendant les 2 dernières années.
Il raconte qu'au cours de son périple, il a été piqué 50 000 fois par des moustiques et des centaines de fois par des guêpes. Il a également subi des morsures de serpents ou des piqûres de scorpions et a fait face à des attaques d'anguilles électriques et d'anacondas. Il a été accusé à tort deux fois de meurtre, de viol et emprisonné. Il a également été la cible de flèches d'Indiens d'Amazonie.

## Émissions de TV

### Walking the amazon
Un documentaire traitant de son périple le long de l'Amazone a été réalisé. Nommé Walking the amazon, il a été diffusé au Royaume-Uni en 2011 sur Channel 5 puis, en deux parties, sur Discovery Channel UK.

### Naked and marooned
Après le succès de l’émission sur son périple en Amazonie et à la demande de Discovery Communications, Ed Stafford s'est filmé lors d'un exercice de survie extrême : tenter de survivre seul, sur une île tropicale, pendant 60 jours. Le lieu sélectionné est l'île inhabitée d'Olorua (18° 36′ 19″ S, 178° 45′ 15″ O) dans le Pacifique sud. Pour réellement mettre ses compétences à l’épreuve, il décide de s'y aventurer sans vêtements et sans équipements, excepté une caméra (en fait deux caméras et un micro) ainsi qu'une trousse d'urgence, un téléphone satellite et un GPS avec bouton d'alerte à n'utiliser qu'en extrême recours.
Ce documentaire est le montage de ses vidéos, commentées par l'auteur, auquel s'ajoutent des informations « techniques » et l'avis d'experts en survie. Nommée Naked and marooned with Ed Stafford (qui pourrait se traduire par "Nu et abandonné avec Ed Stafford" ), il fut diffusé sous la forme de trois épisodes de 45 minutes en mars 2013 au Royaume-Uni, en avril 2013 aux États-Unis (sous le titre "Naked castaway") et a été diffusé en France ; la première saison dans une île du pacifique tandis que la deuxième se déroule dans le désert de Gobi,.

### Marooned
À la suite du succès du documentaire, Discovery et Ed Stafford décident de poursuivre leur partenariat sous la forme d'une série.
Elle est nommée Marooned with Ed Stafford et garde le même but que le documentaire, survivre seul, mais la durée diminue à 10 jours et la localisation change à chaque épisode .
Étant la suite de Naked and marooned, elle est parfois dénommée saison 2.
Cette série est proche de l’émission Seul face à la nature de Bear Grylls (également scout, soldat et aventurier), mais le but d'Ed Stafford est de survivre sans rien pendant un temps donné alors que celui de Bear Grylls est d'utiliser ce qui l'entoure pour retourner à la civilisation au plus vite.
Elle en prend également la suite, la rupture de contrat entre Discovery et Bear Grylls datant de mars 2013 , et l'on voit que les différences permettent d’éviter certaines  critiques qui avaient marqué "Seul face à la nature" comme l’assistance de l’équipe TV.

## Écrits
Ed Stafford a décrit son périple le long de l'Amazone dans un livre intitulé Walking the Amazon: 860 Days. The Impossible Task. The Incredible Journey.
Il a également décrit son expérience de survie vécue lors du documentaire Naked and marooned dans un livre éponyme.
Il a par ailleurs rédigé quelques billets destinés à donner le gout de l'aventure et une sensibilité écologique aux jeunes sur le blog Rain Forrest SOS (projet philanthropique du prince de Galles pour la préservation de la forêt amazonienne), dont le site n'existe plus aujourd'hui .
Il communique également au sujet de ses émissions sur différents réseaux sociaux.

## Prix et reconnaissances
- Sir Ranulph Fiennes, le plus grand explorateur encore en vie d’après le Guinness des records, a qualifié son expédition le long de l'Amazone de « vraiment extraordinaire [...] parmi les plus grandes expéditions de tous les temps » [13]
- Il a fait la couverture du magazine Geographical de mai 2009.
- Élu personnalité de la semaine par ABC en mai 2010.
- Élu un des plus grands aventuriers de l’année 2010 par National Geographic.
- Élu aventurier Européen de l’année 2011 [14].
- Il a reçu en 2011 la médaille Mungo Park du Royal Scottish Geographical Society pour sa contribution exceptionnelle à la géographie.
- Il a participé à la Conférence_TED de Salford en 2012 (Lien youtube).
- Il apparaît dans le livre Guinness des records depuis 2012.